# Guerra anglo-russa
La guerra anglo-russa si svolse fra Regno Unito e Impero russo nel periodo 1807–1812, nel corso delle guerre napoleoniche, con poche e insignificanti operazioni militari.

## Trattato di Tilsit
Dopo essere stato sconfitto nella battaglia di Friedland (14 giugno 1807), lo zar Alessandro I di Russia fu costretto, da Napoleone Bonaparte, alla firma di un trattato di pace svantaggioso per la sua patria, noto come Trattato di Tilsit.
Questo trattato fu molto impopolare nella corte russa, ma la nazione transcontinentale era stata messa con le spalle al muro, poiché Napoleone avrebbe potuto facilmente attraversare il Neman (quindi il confine russo) e portare la guerra direttamente contro l'Impero russo.
Come parte dei termini del trattato, la Russia fu costretta ad interrompere il suo commercio marittimo con il Regno Unito. Ciò in funzione degli sforzi continui di Napoleone per stabilire il blocco continentale contro gli inglesi e il rafforzamento dei legami economici tra i diversi paesi in Europa, naturalmente sotto l'egemonia francese. L'obiettivo finale era quindi precludere alla Gran Bretagna uno dei suoi mercati più importanti (quello russo), in modo da sfiancarla economicamente.

## Attività belliche
Alessandro I aveva formalmente dichiarato guerra al Regno Unito dopo l'attacco britannico in Danimarca nel settembre del 1807 (battaglia di Copenaghen). Lo zar attuò lo stato bellico mantenendo un basso profilo, limitandosi per lo più a interrompere i commerci come richiesto dal patto coi francesi.
Il Regno Unito, compresa la posizione diplomatica russa, non dichiarò a sua volta apertamente la guerra e le tensioni si limitarono a pochi episodi significativi.
Uno di questi episodi avvenne nel mese di ottobre 1807, quando una flotta russa al comando dell'ammiraglio Dmitrij Senjavin, di ritorno dal Mediterraneo, fu intercettata dalle forze britanniche e obbligata a riparare nel porto di Lisbona, in Portogallo, e quindi trattenuta a Portsmouth, in Inghilterra, fino al 1809.
La Russia nel 1808 invase la Svezia, stretta alleata del Regno Unito (guerra di Finlandia), ma l'invasione non sembra fosse un segnale rivolto contro gli inglesi quanto piuttosto una volontà espansiva imperiale dello zar (dato che russi e svedesi erano in rapporti contrastanti già da diverso tempo).
I britannici sostennero la flotta svedese durante la guerra finlandese e ottennero vittorie contro i russi nel golfo di Finlandia nel luglio 1808 e nell'agosto 1809. Tuttavia, il successo dell'esercito russo sul territorio della Svezia costrinse quest'ultima a firmare trattati di pace con la Russia nel 1809 e con la Francia nel 1810 e ad aderire al blocco continentale contro il Regno Unito.

## Esito
Nel 1811, divenne chiaro che Napoleone non si era attenuto ai termini del trattato di Tilsit; tra le violazioni va annoverata la mancata assistenza bellica promessa dai francesi alla Russia nella guerra russo-turca (1806-1812).
Le relazioni franco-russe peggiorarono progressivamente dopo il 1810 e, nel 1812, Napoleone invase la Russia.
La guerra della Russia contro il Regno Unito volse al termine. Nell'aprile 1812 Gran Bretagna, Russia e Svezia firmarono degli accordi segreti contro Napoleone. Dopo l'invasione di Napoleone, un trattato di pace definitivo venne firmato il 18 luglio 1812 a Örebro, lo stesso giorno e luogo in cui gli inglesi e la Svezia firmarono un trattato di pace che poneva fine alla guerra anglo-svedese.